# スタジオMIN
スタジオMIN（スタジオ・ミン）は、1980年代に活躍したフリーアニメーター集団。
結成は1982年。1991年に解散した。
ちなみにMINという言葉はMinimum（ミニマム）から来ているらしい。

## メンバー
創設メンバーは以下の5人
- 北久保弘之
- もりやまゆうじ
- 田村英樹
- 福島喜晴
- 市川吉幸

後に磯野智、川名久美子、森川定美、結城信輝が参加した。